# Arhopala aphobus
Arhopala aphobus är en fjärilsart som beskrevs av Hans Fruhstorfer 1914. Arhopala aphobus ingår i släktet Arhopala och familjen juvelvingar. Inga underarter finns listade i Catalogue of Life.